# Ljudmila Kondraťjevová
Ljudmila Andrejevna Kondraťjevová (rusky: Людмила Андреевна Кондратьева – Ljudmila Andrejevna Kondraťjeva; * 11. dubna 1958 Šachty, Rostovská oblast, Sovětský svaz) je bývalá sovětská atletka ruské národnosti, olympijská vítězka v běhu na 100 metrů a mistryně Evropy v běhu na 200 metrů. Je absolventkou pedagogického institutu v Rostově na Donu. Po přesídlení do hlavního města tehdejšího SSSR závodila za klub Dynamo Moskva.

## Sportovní kariéra
Překvapila dvěma zlatými medailemi na mistrovství Evropy v Praze v roce 1978. Na mistrovství startovala nejdříve v běhu na 100 metrů, kde skončila šestá, nejhorší z trojice sovětských reprezentantek. V běhu na 200 metrů se pří neúčasti Marity Kochové všeobecně očekávalo snadné vítězství mistryně Evropy z běhu na 100 metrů Marlies Göhrové z NDR, ta ovšem prohrála o pouhou 1 setinu sekundy právě s Kondraťjevovou, která časem 22,52 sekundy vytvořila nový rekord SSSR. Neočekávaná byla i porážka favorizovaných východních Němek ve štafetě na 4 × 400 metrů, které podlehly seběhané čtveřici sovětských sprinterek.
V roce 1980 vybojovala Kondraťjevová časem 7,31 sekundy bronzovou medaili v běhu na 60 metrů na halovém mistrovství Evropy v Sindelfingenu.
Dne 3. června 1980 na národním šampionátu v tehdejším Leningradu byla v běhu na 100 metrů o jednu setinu sekundy rychlejší nežli východoněmecká sprinterka Marlies Oelsnerová-Göhrová při svém světovém rekordu v roce 1977. Čas 10,87 s ovšem nebyl plnoautomaticky změřeným výkonem. V Leningradě se pořadatelům nepodařilo vyvolat cílovou fotografii a výsledné časy určilo náhradní měření (v tomto případě fotobuňka). A zatímco na cílové fotografii se čas odečítá podle přední plochy hrudníku při protětí cílové čáry, při měření fotobuňkou se čas zastavuje v okamžiku, kdy jakákoli část těla běžce (tedy i ruka či hlava) protne paprsek fotobuňky, což činí takto změřené časy rychlejšími. Vzhledem k chybění cílové fotografie (jejíž dodání je podmínkou pro uznání elektronicky měřeného běžeckého světového rekordu) atletická federace SSSR tehdy Mezinárodní amatérské atletické federaci (IAAF) žádost o ratifikaci rekordu ani nepředložila. Za tři roky, 8. června 1983, pak Mariles Göhrová v Berlíně svůj vlastní platný světový rekord znovu vylepšila na 10,81 s.
Na olympijských hrách v Moskvě v roce 1980 Ljudmila Kondraťjevová sice překvapivě – a stejně jako v Praze o jedinou setinu sekundy – znovu porazila Marlies Göhrovou a získala zlatou medaili, zároveň však ve stejném finále utrpěla svalové zranění, které jí znemožnilo start v dalších disciplínách olympijského programu: v běhu na 200 metrů a ve štafetě na 4 × 100 metrů.
Po olympiádě výkonnost Ljudmily Kondraťjevové upadla do průměru a v polovině osmdesátých let dráhu opustila a dala přednost mateřským povinnostem.
Do vynikající formy se ovšem dostala v roce 1988, kdy se probojovala na olympijské hry v Soulu. Avšak přestože byl její olympijský čas 11,05 sekundy rychlejší nežli vítězný čas z moskevské olympiády, stačil v Soulu jen na sedmé místo v semifinále. Přesto však Kondraťjevová na olympijských 1988 jednu medaili vybojovala – v disciplíně, ve které na hrách v roce 1980 i 1984 startovat nemohla: ve sprinterské štafetě. Štafeta SSSR na 4 × 100 metrů vytvořila v olympijském semifinále nový sovětský rekord časem 42,01 sekundy, a třebaže byla ve finálovém běhu výrazně pomalejší (42,75 sekundy), získala v něm bronzovou medaili.

## Osobní rekordy na otevřené dráze
- 100 m 11,02 s (16. srpen 1984, Praha[4])
- 200 m 22,31 s (12. červen 1980, Moskva)
- 400 m 51,87 s (23. května 1980, Soči)
- 100 m překážek 13,7 s (1976)
- 4 × 100 m 42,01 s (štafeta SSSR: Ljudmila Kondraťjevová, Galina Malčuginová, Marina Žurkovová, Natalija Pomoščnikovová, 1. října 1988, Soul)

## Osobní rekordy v hale
- 60 m 7,24 (12. února 1982, Moskva)

## Osobní život
Jejím manželem byl v polovině 80. let dvojnásobný olympijský vítěz a mistr světa v hodu kladivem Jurij Sedych, se kterým má dceru Oxanu (* 1985). Později se manželství rozpadlo a Sedych se oženil s Nataljou Lisovskou, olympijskou vítězkou ve vrhu koulí.